# 尤利廷
尤利廷（羅馬化：Iul'tin）是俄罗斯楚科奇自治区尤利廷区的一座已废弃的市级镇，也曾是尤利廷区的行政中心。1989年人口3120人，后于1995年废除建制。闭矿废镇前，该镇主要是为当地锡钨矿的矿工提供居住场所，与港口埃格韦基诺特有公路相连。

## 名称
该镇得名于附近的尤利廷山；“尤利廷”的名称，一种说法称来自楚科奇语“长长的冰柱”，另一种说法称来自楚科奇语“长长的羽毛”；二者都可能是源自于附近山脉中富含石英。

## 历史
1937年，伴随着锡、钨矿在附近地区的发现，该镇建立。该定居点极其偏僻，早期没有任何道路与其他定居点相连，物资最初需要由拖拉机车队运送，行程约400公里，通常在严寒的北极条件下进行，这严重限制了运输车队每天的行进距离。最初的73名定居者的生活同样艰难，他们不得不在帐篷或胶合板房中度过严酷的冬天。这种后勤供应方式被认为无法长期维持，于是在1946年，大批古拉格劳改犯乘“苏维埃拉脱维亚”号货轮来到楚科奇，开始修建从港口埃格韦基诺特、经阿姆古埃马到尤利廷的公路。1952年，在尤利廷建造了一座柴油发电厂，为定居点提供电力；1959年，在奥焦尔内（埃格韦基诺特以北55公里）建成了一座蒸汽发电厂，增加了尤利廷和埃格韦基诺特的电力供应。
苏联时期，尤利廷的矿业是楚科奇自治区重要的经济支柱，埃格韦基诺特的港口为尤利廷提供了矿产运输的渠道，而阿姆古埃马的国营农场则为尤利廷提供肉类来源。然而当苏联解体、计划经济崩溃后，从尤利廷开矿、运输和出售被认为是成本极高的。1995年5月，矿业设施关闭；6月水电气和食品供应切断；除少数人外，其余所有人都在9月份第一场冬季降雪之前撤离；12月，根据俄罗斯总理切尔诺梅尔金颁布的法令该镇正式废除建制。此外还有资料称该镇的物资供应直到1996年残存的居民搬走后才完全切断。据报道，其中一些居民多年来一直拒绝离开定居点，靠觅食浆果和在当地河流中捕鱼为生；一名居民通过蒸馏烈酒卖给该地区为数不多的路过的地质学家来赚钱。
尤利廷矿山和其他工厂的员工受到的冲击最大，尽管政府承诺为他们搬家并提供住房，但实际上他们几乎没有获得任何帮助，等同于被抛弃了；但并非所有尤利廷人都被抛弃，设在埃格韦基诺特的区教育部门将师资从尤利廷分散到其他定居点，公共工程部门则将卡车从尤利廷撤走，支援区内其他部门；尤利廷区政府员工的境况亦明显好于矿山或发电厂的员工，例如2002年尤利廷人就成为了尤利廷区的副区长。此外，尤利廷被废弃后，遗留的环境污染未得到清理。
尤利廷的历史人口数据如下表：
| 1959 | 1970 | 1979 | 1989 | 2002 |
| ---- | ---- | ---- | ---- | ---- |
| 2513 | 4033 | 4115 | 5301 | 0    |